# Vanneau de Budapest
Le Vanneau de Budapest, en hongrois Budapesti bíbic keringő, est une race de pigeon domestique originaire de Hongrie. Il appartient au groupe des races des pigeons de vol.

## Origine
Très peu d'éléments sur l'origine du Vanneau de Budapest sont connus. Race originaire des alentours de Budapest, elle serait créée par sélection lors du XIXe siècle à partir d'un ancien pigeon de vol de l'empire austro-hongrois,. 

## Description
Pigeon de taille moyenne à la tête lisse, et aux yeux sombres chez les individus noirs et gris chez les oiseaux bleus. Le cou est droit avec une base large sur une forte poitrine. Le dos est incliné et les ailes sont fortes, s'arrêtant légèrement avant le bout de la queue. Les pattes de longueurs moyennes sont nues,.
C'est un pigeon au plumage de couleur sombre et au ventre blanc. Seules deux couleurs sont disponibles : le noir et le bleu barré noir. 

## Standard
Le standard de la race est géré par la Hongrie (H/0846). Les oiseaux sont bagués avec une bague de 7 mm.